# Dipiridamol
El dipiridamol, registrado comercialmente como Persantin, es un medicamento que inhibe la formación de trombos cuando se administra crónicamente, y causa vasodilatación cuando se administra a dosis altas durante un corto período de tiempo.

## Mecanismo y efectos
- El dipiridamol inhibe las enzimas fosfodiesterasa que normalmente descomponen el monofosfato de adenosina cíclico. Esto provoca un aumento de los niveles celulares de AMPc y el bloqueo de la respuesta de las plaquetas a difosfato de adenosina y / o guanosina cíclico monofosfato, provocando un beneficio adicional cuando se administra junto con óxido nítrico o estatinas .

- Inhibe la recaptación celular de adenosina en plaquetas, glóbulos rojos y células endoteliales lo que conduce a un aumento de las concentraciones extracelulares de adenosina.

## Uso médico
- El dipiridamol ha demostrado reducir la hipertensión pulmonar sin caída significativa de la presión arterial sistémica.

- Inhibe la formación de citoquinas pro-inflamatorias in vitro.

- Reduce la proliferación de células del músculo liso in vivo y aumenta levemente la permeabilidad de los injertos de hemodiálisis sin ayuda arteriovenosa sintética.[2]

- Aumenta la liberación de activadores del tejido plasminógeno en las células endoteliales microvasculares del cerebro.

- Se ha comprobado que aumenta la perfusión miocárdica y la función ventricular izquierda en pacientes con cardiomiopatía isquémica. Esto provoca una reducción de la cantidad de trombina y receptores en las plaquetas en pacientes con accidente cerebrovascular.

- Inhibe la replicación del ARN mengovirus.[3]

- Puede ser utilizado para las pruebas de estrés miocárdico como alternativa a la inducida por el ejercicio en métodos que implican mayor estrés, tales como cintas de correr.

### Uso en individuos con historial de infarto
El dipiridamol de liberación modificada se usa junto con aspirina (bajo los nombres comerciales Aggrenox en Estados Unidos o Asasantin Retard en el Reino Unido) en la prevención secundaria del accidente cerebrovascular y ataque isquémico transitorio. Esta práctica ha sido confirmada por el ensayo ESPRIT.
La absorción del dipiridamol depende del pH y el tratamiento concomitante con supresores del ácido gástrico (como un inhibidor de la bomba de protones) inhibe la absorción de líquidos y tabletas simples. De esa manera las preparaciones de liberación modificada son soluciones buffer y la absorción no se ve afectada.
Sin embargo, no está patentado como monoterapia de prevención de infarto, aunque una revisión ha sugerido que el dipiridamol puede reducir el riesgo de nuevos eventos vasculares en pacientes, que se presentan después de la isquemia cerebral.
Un triple terapia de aspirina, clopidogrel y dipiridamol ha sido investigada, pero esta combinación condujo a un aumento de eventos hemorrágicos adversos.
A través de los mecanismos mencionados anteriormente, cuando se administra como infusión por tres o cinco minutos, aumenta rápidamente la concentración local de la adenosina en la circulación coronaria que causa la vasodilatación.
Esta vasodilatación se produce en las arterias sanas, mientras que las arterias con estenosis permanecen estrechas.
Esto genera un fenómeno en el que el suministro de sangre coronaria se incrementará hacia los vasos sanos dilatados en comparación con las arterias estenosadas que luego pueden ser detectadas por los síntomas clínicos de dolor en el pecho, electrocardiograma y ecocardiografía cuando la causa es isquemia.

## Otros usos
El dipiridamol también tiene usos no medicinales en un contexto de laboratorio. Un ejemplo lo constituye la inhibición del crecimiento de cardiovirus cultivado en placa de petri.

## Sobredosis
La sobredosis de dipiridamol se puede tratar con aminofilina que invierte sus efectos hemodinámicos como ser la vasodilatación. Se recomienda el tratamiento sintomático, incluyendo posiblemente un medicamento vasopresor. El lavado gástrico puede ser de utilidad. Debido a la unión del dipiridamol con las proteínas, la diálisis no resulta conveniente, aunque pueda reportar ciertos beneficios.